# Gimnazjum nr 2 w Stalowej Woli
Gimnazjum nr 2 w Stalowej Woli (obecnie Publiczna Szkoła Podstawowa nr 2) – jego budowę zainicjowano w sąsiedztwie powstających Zakładów Południowych i rosnącego przy fabryce osiedla wiosną 1938, kilka tygodni przed rozpoczęciem prac przy budowie obecnej SP1. Szkoła rozpoczęła swą działalność równocześnie z obecną PSP1 - 19 września 1938. Zlokalizowano w niej jednak nie szkołę powszechną, lecz Państwowe Liceum i Gimnazjum nr 616.   
W czasie II wojny światowej szkoła zamieniona została w szpital, po wyzwoleniu i opuszczeniu Stalowej Woli przez wojska sowieckie z początkiem lutego 1946 obiektowi przywrócono jego pierwotne przeznaczenie. 23 października 2005 gimnazjum przyjęło imię Jana Pawła II.
W związku z reformą systemu oświaty z 2017 roku gimnazjum przekształcono w szkołę podstawową.